# MicroCon
La MicroCon est une convention de représentants gouvernementaux micronationalistes, qui se tient tous les deux ans, les années impaires depuis 2015. MicroCon a été créé par le gouvernement de Molossia pour permettre aux délégués des micronations du monde entier de « partager leurs idées, leurs rêves et leurs mondes »,.

## MicroCon 2015

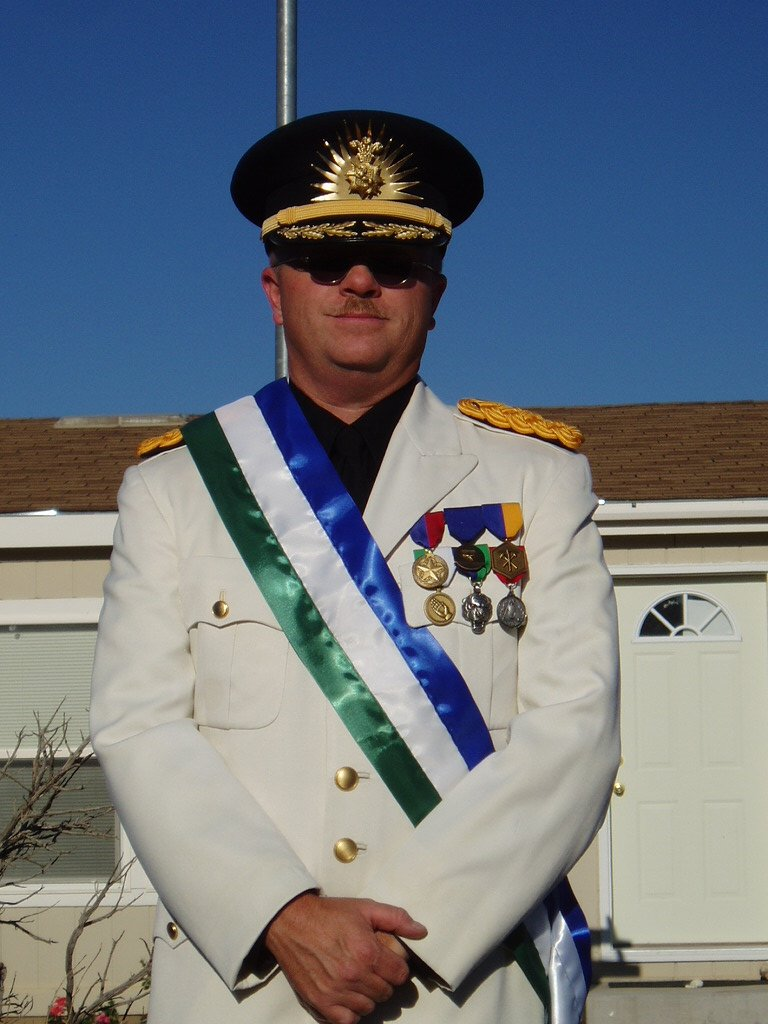
Le Président de Molossia Kevin Baugh

La première MicroCon est hébergée par la République de Molossia. Elle a lieu le 11 avril 2015 à la bibliothèque centrale d'Anaheim, à Anaheim, en Californie, . Parmi les participants figurent le roi Christopher de Vikesland, le grand-duc Travis de Westarctica, la reine Carolyn de Ladonia et le président Kevin Baugh de Molossia,,.
Parmi les autres participants figure aussi Vladimir Valentinovich Veselovsky, de la Free Autocratic Republic of Totalitarianism (F.A.R.T), critiqué pour son approche du micronationalisme.
Le discours d'ouverture est prononcé, via une vidéo préenregistrée, par Steven F. Scharff, directeur du Microfreedom Index. Les autres présentations de la conférence comprennent, entre autres, « Origines du micronationalisme », « Mais on en est où ? : Les micronations qui comptent », « Les technologies alternatives dans l'arène micronational / Procédures légales des documents micronationnels », les chefs de file des micronations présentant les histoires et les plans de leur pays pour l'avenir.

### Participants
- République de Molossia, le président Kevin Baugh (nation hôte)

- La Maison de la Propriété d'Andorre, le prince Arthur Louis Pagan
- Grand Duché de Broslavia, le grand-duc Jacob Felts
- République californienne, le président McCovey Staples
- République de Doria, le dictateur Dorian Grimes
- F.A.R.T. (Free Autocratic Republic of Totalitarianism), Vladimir Valentinovich Veselovsky[10]
- Gilead, l'empereur Joseph Vladimir
- Ladonia, la reine Carolyn
- États libres et ambulants d’Obsidia, le grand-maréchal Carolyn Yagjian
- Royaume de Ruritania, la reine Anastasia Sophia Maria Helena
- Royaume de Shiloh, le roi Timothy Miller
- Slabovia, le roi George II
- Royaume d'Überstadt, le roi Adam I
- Vikesland, le roi Christophe Ier
- République de West Who, le vice-président John Farr et le ministre des Affaires étrangères Michael Farr
- Westarctica, le grand-duc Travis McHenry
- YAN, Son Altesse Sainte Yan, le premier de YAN

## MicroCon 2017
La MicroCon 2017 se tient tenu du 23 au 25 juin 2017 à Tucker, en Géorgie. Elle est organisée par le Royaume de Ruritania,. Des délégués de 26 micronations sont présents. Les sujets de la présentation incluent « Comment maintenir une micronation », « Le micronationalisme de loisir au 21e siècle », « Les femmes dans les micronations: créer sa propre entreprise ou soutenir son mari dictateur », « L'état mental de l'empereur Norton », « Citoyenneté alternative », « Systèmes postaux micronationnels » ou « Garder la réalité - Vie réelle, activités réelles et lieux réels dans le micronationalisme ».

### Participants
- Royaume de Ruritania (nation hôte)
- République de Molossia (co-hôte)

- La Maison de la Propriété d'Andorre
- États libres et ambulants d’Obsidia
- Royaume de Slabovia
- République de West Who
- Grand-Duché de Westarctica
- YAN, Son Altesse Sainte Yan, le Premier de YAN

Nouvelles nations :
- Empire aéricain
- Principauté d'Aigues-Mortes
- Royaume d'Améthonia
- Commonwealth de Boshka
- Royaume de Briarcliff
- Empire de Byzantium Novum
- Royaume de Coria
- Royaume d'Edan
- Grand-Duché de Flandrensis
- Empire montagnard de Frankland
- République d'Incrementis
- Royaume de Jupiter et des Grands Territoires
- République de Saint-Castin
- État de Sandus
- République du Saugeais
- Royaume Star
- Royaume de Talossa
- République de Théodia

## MicroCon 2019

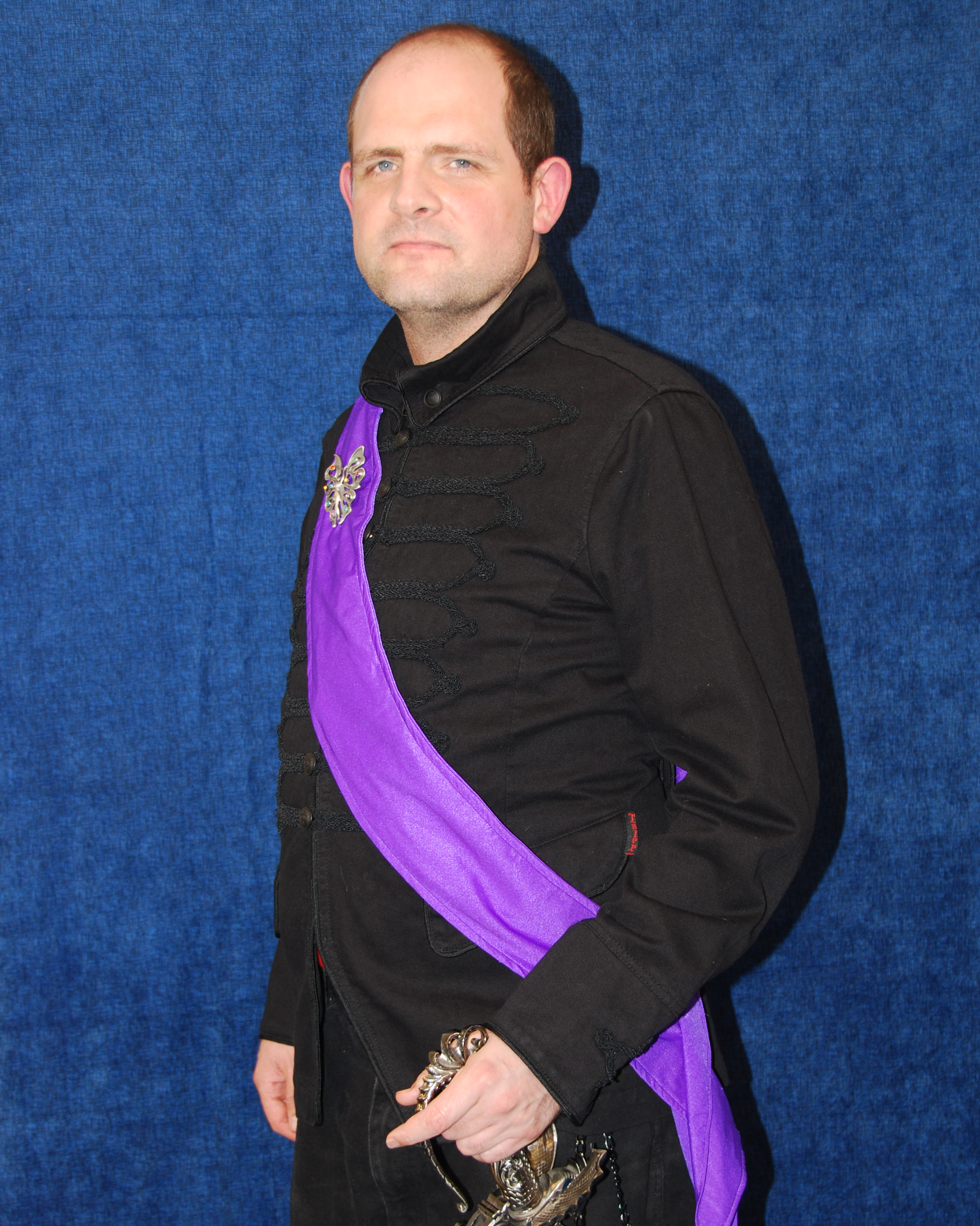
Le roi George 2.0, roi de Slabovia

La MicroCon 2019 a lieu du 19 au 21 juillet 2019, à Hamilton, Ontario, Canada, et est hébergée par le gouvernement de la Slabovia. 37 micronations sont présentes :

### Participants
- Royaume de Slabovia (nation hôte)

- Empire aéricain
- Principauté d'Aigues-Mortes
- Royaume d'Améthonia
- Commonwealth de Boshka
- Royaume de Briarcliff
- Royaume de Jupiter et des Grands Territoires
- Ladonia
- République de Molossia
- États libres et ambulants d’Obsidia
- Royaume de Ruritania
- République de Saint-Castin
- État de Sandus
- République de Théodia
- Royaume de Überstadt
- République de West Who
- Grand-Duché de Westarctica

Nouvelles nations :
- Empire d'Angyalistan
- République Démocratique de Benjastan
- République Fédérale de Caddia
- Grande République de Cycoldia
- Grand Duché de Danduros
- République bananière de Egan
- Hurliherzistan
- Empire de Iustus
- République Jusin
- Nation Kayi
- Pentumvirat Constitutionnel de Kaz
- République Unie de Obscurium
- Nitanistan
- Empire Nordonian
- Non ProHumanité
- Royaume de Pibocip
- République Rumspringa
- Confédération des Républiques Socialistes de Seros
- Sovermia
- Zaqistan

## MicroCon 2021
La MicroCon 2021 est annulée à cause de la pandémie de Covid-19.

## MicroCon 2022
La MicroCon 2022 a lieu du 4 au 6 août 2022, à Las Vegas, et est hébergée par le Westarctica. 30 micronations sont présentes :

### Participants
- Grand-Duché de Westarctica (nation hôte)

- Principauté d'Aigues-Mortes
- Royaume d'Améthonia
- Grande République de Cycoldia
- Grand-duché de Flandrensis
- Ladonia
- République de Molossia
- États libres et ambulants d’Obsidia
- Royaume de Pibocip
- Royaume de Ruritania
- République de Saint-Castin
- Slabovia
- République de West Who
- Zaqistan (en)

Nouvelles nations :
- Empire d'Aeternia
- République technocratique d'Aethodia
- Beatus Cras
- Royaume de Fergus
- Etats fédéraux de Gapla
- Grande république de Moontonia
- République de Nordale
- Royaume du Nord-Barchant
- Empire de Pavlov
- Royaume de Pontchartrain-Maurepas
- Grand Emirat de Raphania
- Principauté de Sancratosia
- Royaume de Shiloh
- République de Slowjamastan
- République de Soundland
- République Terra Excelsior